# Atena (polis)
Atena je u staroj Grčkoj bila jedan od najvećih polisa i jedno vrijeme glavni grad panhelenskog (sve-grčkog) saveza; središte grčke umjetnosti i kulture, te mjesto rođenja atenske demokracije.

## Povijest
Već u neolitiku (oko 4000. – 3000. pr. Kr.) na području Atene odnosno na Akropoli i u okolici rijeke Ilis postojalo je organizirano naselje. U brončanom dobu (oko 2000. pr. Kr.) Atenska naselja su zauzela Helenska plemena i oni su je proširili te donijeli naprednu poljoprivredu. Za vrijeme Mikenske kulture (1550. – 1050. pr. Kr.) stanovnici Atene su razvili trgovinu, umjetnost i uspostavili su kontakte s drugim područjima Egejskog mora. Vrlo brzo, u 16. stoljeću pr. Kr., Mikenjani su se naselili na Akropoli gdje je izgrađena kraljevska palača ograđena zidinama. 
U brojnim grčkim mitovima i legendama opisani su doživljaji tih prvih vladara Atene.
U 12. stoljeću pr. Kr. brojni mikenski gradovi su propadali i zauzeli su ih Tesalijci i Dorani, no Atika i Atena nisu nikada pali. Atenjani su najvjerojatnije direktni potomci Atenjana koji su se miješali s okolnim plemenima i Jonjanima. Do 8. stoljeća pr. Kr. Jonjani su se s ostalim plemenima proširili prema istoku i naselili na obalama Male Azije. Stanovnici Atike su se podijelili na klanove i plemena kojima je glavni grad postao Atena, čime je stvorena grad-država tj. polis. 
U razvoju Arhajskog razdoblja (7. i 6. stoljeća pr. Kr.) Atena je imala vodeću ulogu u Grčkoj, a Agora je postala središte grada, dok je Akropola sve više postajala religijsko središte s novim hramovima i svetištima. U isto vrijeme dogodila su se krunske društvene promjene. Politička vlast, koja je do tada bila u rukama kraljeva, prešla je u ruke bogatih zemljoposjednika čime su oni postala jaka aristokracija. Nakon nekoliko pokušaja preuzimanja vlasti, atensko pravo je kodificirano za vrijeme vladara Drakona, ali ni to nije spriječilo društvenu pobunu 594. pr. Kr. kada su Atenjani povjerili Solonu da sastavi novi zakonik. Solon je kao izrazito patriotski pjesnik koji je uživao veliko povjerenje Atenjana, postavio opće interese na prvo mjesto i odredio je koja mjesta u upravi mogu zauzeti građani, ali i koje su im obveze na osnovu njihovih prihoda. Demokratska tijela, kao Sabor na Demosu i Vrhovni sud, birali su arhonte (glavne magistre) i upravno sudstvo, čime su utemeljene institucije koje su činile političku vlast. 
Iako su ove reforme bile prvi korak ka demokraciji, uslijedili su daljnji sukobi (561. – 560. pr. Kr.) koji su, uz potporu niže klase građana, na vlast doveli Pizistrata koji je uveo tiraniju. On je ustanovio temelje atenske mornarice, a grad ispunio novim svetištima i spomenicima, posebno posvećenima Dionizu i Ateni. Također je dao da se Homerovi epovi zabilježe u pisanoj formi, te je reorganizirao Panatenske svečanosti, festival u čast božice Atene. Nakon njegove smrti (528. pr. Kr.) njegovo djelo su nastavili njegovi sinovi Hiparkus i Hipias; sve do 510. pr. Kr. kada je ukinuta tiranija.
Arhon Kleisten, koji je izabran 508. pr. Kr., smatra se za utemeljitelja demokracije u Ateni. Njegovim reformama su svi stanovnici Atike, sada podijeljeni na deset plemena, mogli obavljati državnu službu i aktivno sudjelovati u političkom životu. Također je ograničio administraciju i dao je veće ovlasti Saboru.
U ranom 5. stoljeću pr. Kr. Atenjani su pomogli jonski ustanak i time izazvali sukob s Perzijskim Carstvom. Nakon perzijske pobjede protiv Jonije i njihovih saveznika, perzijski vladar Darije Veliki naredio je svojim satrapima iz Male Azije kažnjenički pohod protiv Atene i Eretrije čime započinju grčko-perzijski ratovi. Eretrija je poražena, no Atenjani se uspijevaju obraniti u bitci na Maratonskom polju 490. pr. Kr. Ipak, Darijev sin Kserkso 480. pr. Kr. osobno vodi perzijsku vojsku u pohod protiv Atene, dok se grčka vojska povlači pred nadmoćnijim neprijateljem na Peloponez, gdje se sklanjaju i atenski stanovnici. Kserkso je dao spaliti Atenu kao odgovor na njihovo pustošenje grada Sarda, glavnog grada perzijske satrapije Lidije. Perzijska vojska se nakon toga povukla, dok je atenska mornarica porazila perzijsku flotu u bitci kod Salamine 480. pr. Kr. i time zadržala pomorsku premoć na istočnom Mediteranu. Nakon rata, Temistoklo je obnovio Atenu i 7 km dugim zidinama utvrdio njenu Pirejsku luku (478. pr. Kr.). On je također zaslužan i za osnivanje tzv. Delskog saveza u koju su se uključili brojni grčki polisi, osim onih pod utjecajem Sparte.
Razmirice između Sparte i Atene su odavno postojale, a kulminirale su kada je Kimonova atenska flota počela dominirati Egejskim morem. Uslijedio je Prvi peloponeski rat (460. – 445. pr. Kr.) između grčkih gradova podijeljenih u svojoj lojalnosti Ateni ili Sparti. U tom razdoblju, koje se naziva „zlatno doba“ (Klasično doba) grčke povijesti, u Ateni je vodeću ulogu preuzeo Periklo, državnik koji je odigrao vodeću ulogu dok je Atena bila najjačim polisom u Grčkoj. Ovaj karizmatični vođa je doveo atensku demokraciju do vrhunca, a grad je obogatio najpoznatijim spomenicima i hramovima vrhunske umjetničke vrijednosti. 
U tom uzdižućem duhu panatenski festival je postao još svečaniji, te je bio prilika da Atena pokaže svoje bogatstvo i snagu kroz kreativnost. Ovakvo očito pokazivanje bogatstva samo je dodalo ulje na vatru razmirica sa Spartom što je dovelo do novih sukoba ova dva najjača grčka polisa. U Drugom Peloponeskom ratu (431. – 404. pr. Kr.) Sparta je uz golemu perzijsku pomoć porazila Atenu, koja je bila prisiljena predati svoju flotu, te srušiti vlastite zidine. Također je morala prihvatiti politički sustav koji je bio kod njenih suparnika, te su u gradu vlast prigrabile grupe oligarha, znan kao vrijeme trideset tiranina. 
Tijekom 470-ih pr. Kr. Delski savez vodio je pohode u Trakiji i Egeju s ciljem da ukloni preostale perzijske garnizone u regiji. Atenjane i njihove saveznike predvodio je atenski političar Kimon. Početkom sljedećeg desetljeća, Kimon je vodio vojne ekspediciju u Maloj Aziji gdje je želio učvrstiti grčku prisutnost. U bitci kod Eurimedona u Pamfiliji Atenjani su ostvarili vrijednu dvostruku pobjedu; porazili su perzijsku flotu nakon čega su vojnici iz brodova pristali na obalu i napali perzijsku vojsku.
Krajem 460-ih pr. Kr. Atenjani su se odlučili na ambiciozan potez podrške ustanku u perzijskoj satrapiji Egiptu. Iako su grčke snage u početku nizale uspjehe, nisu uspjeli zauzeti perzijski garnizon u Memfisu ni nakon tri godine opsade grada. Perzijanci su tada krenuli u protunapad pa se atenska vojska našla pod opsadom 18 mjeseci, nakon čega je potpuno uništena. Ovaj katastrofalan atenski poraz kao i međugrčki vojni sukobi prisilio je Atenu na odustajanje od ratova protiv Perzijskog Carstva. Godine 451. pr. Kr. u Grčkoj je dogovoreno primirje pa je Kimon nesmetano mogao pokrenuti novu vojnu ekspediciju na Cipru. Ipak, prilikom opsade grada Kitiona Kimon je umro, a atenska mornarica odlučila se povući. Prilikom bijega uspjela je pobijediti perzijsku mornaricu kod ciparske Salamine 450. pr. Kr. koja ih je pokušala spriječiti u povlačenju. Ovaj neuspješni atenski pohod označio je kraj neprijateljstva između Delskog saveza i Perzijskog Carstva, odnosno prestanak vojnih operacija grčko-perzijskih ratova. Nedugo kasnije sklopljen je Kalijin mir, čime su njihovi sukobi i službeno bili završeni.
Od grčkih država Makedonija je postala vodećom vojnom silom i njezin kralj, Filip II. Makedonski (359. – 336. pr. Kr.), je zauzeo Atenu 338. pr. Kr., te je sljedeće godine priznat za vođu svih Grka u borbi protiv Perzijanaca. Njegovu borbu je dovršio njegov sin Aleksandar Veliki (336. – 323. pr. Kr.) koji je proširio svoju vlast duboko u Aziju. 
U Helenističkom razdoblju (323. – 146. pr. Kr.), koje je uslijedilo po smrti Aleksandra Velikog, Atena je postala ovisna o djelovanju makedonskih vladara koji su postavili atenske upravitelje (Demetrije Faler 317. pr. Kr. i Demetrije Polior 307. pr. Kr.). Naposljetku su Atenom vladali kraljevi Pergama i Egipta, od kojih su mnogi dodatno ukrasili grad i studirali u atenskim školama.
Godine 146. pr. Kr. Rimljani su osvojili Grčku i iako je Atena imala povlašten status, možemo reći da je to bio kraj atenskog polisa.

## Kultura
U doba Geometrijskog razdoblja (1050. – 700. pr. Kr.) grčka kultura, koja je cvala u široj okolici Atene, je dobila prepoznatljive karakteristike: 
- religija se ujedinila oko dvanaest bogova koji su smješteni na Olimpu;
- nastalo je grčko pismo, temelj svih ostalih europskih alfabeta;
- udareni su temelji pjesništva s Homerovim epovima,
- likovna umjetnost se razvija od geometrijskih ukrasa na vazama do slika s temama iz mitologije;

U 7. stoljeću pr. Kr. Grci su bili pod direktnim utjecajima s Istoka, ali su uskoro njihova djela poprimila autohtone grčke odlike. U stoljećima koja su uslijedila bila su zlatno doba mramornih dorskih i jonskih hramova, skulptura božanstava (kourosi i kore) i crnih figura na vazama.
U to vrijeme razvila se epska, korska i lirska poezija (Sapfo, Stezikorus, Hesiod), ali i vrijeme Jonske filozofije (Tales, Heraklit, Pitagora), kao i uspostave panhelenskih svečanosti, te stvaranje nacionalne svijesti i grčkog jedinstva. 
U klasičnom (zlatnom) dobu Atene (460. – 323. pr. Kr.) danak od atenskih saveznika i svi državni prihodi iskorišteni su za izgradnju umjetničkih remek-djela od kojih su najvažnija djela na Akropoli kao što je Partenon, simbolični spomenik atenskoj demokraciji. Kiparstvo (Fidija, Praksitel, Miron) je uznapredovalo od tzv. strogog stila do skulptura koje su veličale ljepotu ljudskog tijela koje se smatralo fizičkim utjelovljenjem ljudske duše, a ljepota se krila u harmoničnoj ravnoteži proporcija. Sličan napredak je doživjelo i slikarstvo na vazama s pojavom crvenih likova na crnoj pozadini koje je isticalo vještinu umjetnika.
Periklo je također poticao i književnost i kazalište, osobito besplatnim kazališnim kartama za građane Atene. U Ateni 5. st. pr. Kr. javilo se nekoliko dramatičara (Eshil, Sofoklo, Euripid i Aristofan), filozofa (Sokrat), znanstvenika (Demokrit) i povjesničara (Herodot i Thycydides) koji su zadužili cjelokupnu svjetsku umjetnost i znanost.
I kraljevi, Filip II. Makedonski i Aleksandar Veliki, štovali su atensku kulturu, a osobito osobe kao Platona i Aristotela.

## Znamenitosti stare Atene

### Dijelovi stare Atene
- Akropola (Atena) – vjersko središte
- Agora (Atena) – upravno središte
- Kerameiskos – groblje starih atenjana
- Brdo Areopaga – sudnica za ubojstva
- Područje Ilisa – grčke i rimske građevine
- Plaka – stambena zona

### Spomenici stare Atene
- Propileje – trijumfalni ulaz na Akropolu
- Hram Atene Nike
- Kalkoteka
- Partenon – hram Ateninog rođenja
- Erehtejon – hram Atene i Posejdona, te prvih atenskih kraljeva
- Panatenski put
- Lizikratov spomenik
- Dionizovo kazalište
- Asklepijevo svetište
- Stoa
- Klepsidra
- Bulaterion
- Gimnazija
- Hram Olimpijskog Zeusa
- Demetrino svetište

## Vanjske poveznice
Sestrinski projekti
|  | Zajednički poslužitelj ima još gradiva o temi Atena (polis) |